# 지토세카라스야마역
지토세카라스야마역(일본어: 千歳烏山駅)은 일본 도쿄도 세타가야구에 위치한 게이오 전철 게이오 선의 철도역이다. 역 번호는 KO 12이며, 상대식 승강장 2면 2선의 구조를 갖춘 지상역이다.

## 타는 곳
| 1 | 게이오 선 | 하행 | 조후 · 하시모토 · 게이오하치오지 · 다카오산구치 방면   |
| 2 | 게이오 선 | 상행 | 메이다이마에 · 사사즈카 · 신주쿠 · 도영 신주쿠 선 방면 |

## 이용 현황
| 연도별 1일 평균 하차 승차 인원 | 연도별 1일 평균 하차 승차 인원 | 연도별 1일 평균 하차 승차 인원 |
| 연도                           | 평균 하차 인원                 | 평균 승차 인원                 |
| ------------------------------ | ------------------------------ | ------------------------------ |
| 1955년                         | 18,076                         |                                |
| 1960년                         | 32,081                         |                                |
| 1965년                         | 44,477                         |                                |
| 1970년                         | 52,829                         |                                |
| 1975년                         | 64,583                         |                                |
| 1980년                         | 71,947                         |                                |
| 1985년                         | 73,934                         |                                |
| 1990년                         | 77,218                         | 38,652                         |
| 1991년                         | 78,620                         | 39,366                         |
| 1992년                         |                                | 39,512                         |
| 1993년                         | 39,219                         |                                |
| 1994년                         | 38,729                         |                                |
| 1995년                         | 76,867                         | 38,656                         |
| 1996년                         |                                | 38,627                         |
| 1997년                         | 75,110                         | 37,871                         |
| 1998년                         | 74,679                         | 38,118                         |
| 1999년                         | 74,585                         | 37,637                         |
| 2000년                         | 74,194                         | 37,386                         |
| 2001년                         | 73,610                         | 37,214                         |
| 2002년                         | 73,602                         | 37,088                         |
| 2003년                         | 72,309                         | 36,358                         |
| 2004년                         | 71,991                         | 36,174                         |
| 2005년                         | 72,470                         | 36,411                         |
| 2006년                         | 73,540                         | 36,924                         |
| 2007년                         | 74,715                         | 37,524                         |
| 2008년                         | 75,287                         | 37,793                         |
| 2009년                         | 75,275                         | 37,761                         |
| 2010년                         | 74,756                         | 37,483                         |
| 2011년                         | 74,518                         | 37,396                         |
| 2012년                         | 74,696                         |                                |
| 2013년                         | 76,419                         |                                |

## 역 주변
- 국도 제20호선
- 세타가야 구청 가라스야마 종합 지소
  - 세타가야 구 가라스야마 보건 복지 센터
- 세타가야 구 가라스야마 구민 센터
  - 세타가야 구청 가라스야마 출장소
  - 세타가야 구립 가라스야마 도서관
- 니혼 여자 체육 대학
- 쇼와 대학 부속 가라스야마 병원

## 인접 역
| 게이오 전철 게이오 선          | 게이오 전철 게이오 선 | 게이오 전철 게이오 선                  |
| ------------------------------ | --------------------- | -------------------------------------- |
| KO 06 메이다이마에 신주쿠 방면 | ■ 준특급              | 조후 KO 18 게이오하치오지 방면         |
| KO 08 사쿠라조스이 신주쿠 방면 | ■ 급행                | 쓰쓰지가오카 KO 14 게이오하치오지 방면 |
| KO 08 사쿠라조스이 신주쿠 방면 | ■ 구간급행            | 센가와 KO 13 게이오하치오지 방면       |
| KO 10 하치만야마 신주쿠 방면   | ■ 쾌속                | 센가와 KO 13 게이오하치오지 방면       |
| KO 11 로카코엔 신주쿠 방면     | ■ 각 역 정차          | 센가와 KO 13 게이오하치오지 방면       |